# ATP Challenger Lübeck
Das ATP Challenger Lübeck (offiziell: 2005 Logopark ATP Challenger; davor Warsteiner Challenger Lübeck) war ein Tennisturnier, das von 1997 bis 2005 mit einer Unterbrechung im Jahr 2004 jährlich in Lübeck stattfand. Es gehörte zur ATP Challenger Tour und wurde in der Halle auf Teppich gespielt.

## Liste der Sieger

### Einzel
| Jahr | Sieger            | Finalgegner       | Ergebnis          |
| ---- | ----------------- | ----------------- | ----------------- |
| 2005 | Raemon Sluiter    | Alexander Waske   | 7:62, 7:610       |
| 2004 | nicht ausgetragen | nicht ausgetragen | nicht ausgetragen |
| 2003 | Alexander Waske   | Martin Verkerk    | 7:63, 6:3         |
| 2002 | Raemon Sluiter    | Alexander Popp    | 6:2, 3:0 aufgg.   |
| 2001 | Zbynek Mlynarik   | Dick Norman       | 7:66, 6:74, 6:4   |
| 2000 | Christian Vinck   | Andy Fahlke       | 6:3, 6:1          |
| 1999 | Axel Pretzsch     | Michael Kohlmann  | 7:62, 6:4         |
| 1998 | Peter Wessels     | Michael Kohlmann  | 7:6, 6:3          |
| 1997 | Geoff Grant       | Rainer Schüttler  | 6:3, 6:3          |

### Doppel
| Jahr | Sieger                           | Finalgegner                     | Ergebnis          |
| ---- | -------------------------------- | ------------------------------- | ----------------- |
| 2005 | Martin Štěpánek Pavel Šnobel     | Philipp Petzschner Lars Uebel   | 7:65, 5:7, 7:5    |
| 2004 | nicht ausgetragen                | nicht ausgetragen               | nicht ausgetragen |
| 2003 | Ota Fukárek Jordan Kerr          | Robert Lindstedt Fredrik Loven  | 6:3, 3:6, 6:3     |
| 2002 | Grégory Carraz Nicolas Mahut     | Yves Allegro Denis Golowanow    | 4:6, 7:67, 6:1    |
| 2001 | Julian Knowle Lorenzo Manta      | Yves Allegro Michael Kohlmann   | 6:3, 3:6, 7:62    |
| 2000 | Giorgio Galimberti Diego Nargiso | Karsten Braasch Dirk Dier       | 6:4, 6:4          |
| 1999 | Franz Stauder Patrick Sommer     | Michael Kohlmann Filippo Veglio | 6:4, 7:5          |
| 1998 | Lorenzo Manta Andrew Richardson  | Tuomas Ketola Stéphane Simian   | 7:6, 6:2          |
| 1997 | Mathias Huning Joost Winnink     | Trey Phillips Chris Wilkinson   | 7:6, 7:6          |